# ChemCatChem
ChemCatChem  es una revista científica mensual, revisada por pares, que publica artículos sobre la química de los catalizadores. La revista pertenece a la 'Editorial Union of Chemical Societies (EUChemSoc), una organización que agrupa a 14 sociedades europeas de química pertenecientes a diversos países. que la edita junto a Gesellschaft Deutscher Chemiker (GDCh, Alemania) y la German Catalysis Society (GeCatS)
De acuerdo con el Journal Citation Reports, el factor de impacto de esta revista era 4,556 en 2014. Los editores son Bert Weckhuysen (Universidad de Utrecht), Uwe Bornscheuer (Universidad de Greifswald) y Luis A. Oro (Universidad de Zaragoza).
ChemCatChem es una revista hermana de las publicaciones Angewandte Chemie, ChemMedChem, ChemBioChem, y ChemPhysChem.

## Objetivos y temas
La revista publica trabajos de investigación primaria y revisiones sobre catálisis homogénea, heterogénea, así como de biocatálisis. Sus autores y lectores provienen tanto del mundo académico, como de la industria química y laboratorios gubernamentales en todo el mundo.